# Exocentrus leucotaeniatus
Exocentrus leucotaeniatus là một loài bọ cánh cứng trong họ Cerambycidae.